# Darrell’s Island
Darell’s Island, vereinzelt auch Darell Island genannt, ist eine Insel von Bermuda, gelegen im Südosten des Großen Sund (Great Sound), etwa 600 Meter nördlich vor Grand Bermuda. Die Insel gehört zum Verwaltungsgebiet Warwick Parish.
Darell’s Island ist flach und schmal, etwa 750 Meter lang und im Durchschnitt nur 120 Meter breit. Sie bildet das größte und östlichste Glied einer kleinen Inselkette, zu der noch (von Westen nach Osten) Grace Island, Rickett’s Island und Burt’s Island gehören. Letztere liegt kaum 100 Meter westlich von Darell’s Island.
Auf der heute nur noch spärlich bebauten Insel befand sich von 1930 bis 1948 eine von der früheren britischen Luftfahrtgesellschaft Imperial Airways errichtete Flugboot-Station. Diese diente zunächst als Zivil-Flughafen, später als Militärbasis der Royal Air Force.
Seit Schließung der Flugbasis auf Darell’s Island (1948) befindet sich der einzige bermudische Flughafen auf der 15 Kilometer nordöstlich gelegenen Insel Saint David’s.